# Jean Larregain
Jean Larregain, né le 6 janvier 1888 à Saint-Pée-sur-Nivelle (Pyrénées-Atlantiques) et mort le 2 mai 1942 dans la province du Yunnan (Chine), est un missionnaire français des Missions étrangères de Paris, évêque d'Arycanda (de) et vicaire apostolique du Yunnan, de 1939 à 1942.

## Biographie
Après des études au grand séminaire de Bayonne, Jean Larregain rentre aux Missions étrangères de Paris le 17 octobre 1907. Il est ordonné prêtre le 8 mars 1913 et part pour le Kweichow le 14 mai de la même année.
Il est nommé évêque in partibus d'Arycanda (de) et vicaire apostolique du Yunnan le 13 juin 1939 et est sacré le 29 octobre de la même année, à Rome, par Pie XII.
Il meurt de paratyphoïde le 2 mai 1942 et repose au cimetière de Pelongtan (Yunnan).